# Integralno bošnjaštvo
Integralno bošnjaštvo, odnosno bošnjački integralizam, je politički i politikološki pojam, kojim se označavaju pojedini ekstremni oblici bošnjačkog nacionalizma, oslikani u dvije posebne razine, od kojih je prva etnopolitička, a druga etnoreligijska. Etnopolitičko gledište integralnog bošnjaštva ozire se u tezi o "izvornom" etničkom bošnjaštvu cjelokupnog stanovništva Bosne, uz otvoreno osporavanje etničke posebnosti bosanskohercegovačkih Srba i bosanskohercegovačkih Hrvata, za koje pobornici integralnog bošnjaštva tvrde da predstavljaju posrbljeni, odnosno pohrvaćeni dio stanovništva Bosne i Hercegovine. Na drugoj strani, etnoreligijsko gledište integralnog bošnjaštva ozire se u tezi o etničkom bošnjaštvu svih južnoslavenskih muslimana s prostora bivše Jugoslavije, uz otvoreno osporavanje etničke posebnosti Goranaca, Torbeša, preostalog dijela etničkih Muslimana, kao i muslimanskih Hrvata, muslimanskih Srba i muslimanskih Crnogoraca. Spomenuta gledišta integralnog bošnjaštva, kao ekstremni vidovi suvremenog bošnjačkog nacionalizma, predstavljaju veliki izazov za samu bošnjačku političku zajednicu, a prvenstveno za umjereni, odnosno građanski i liberalno orijentirani deo bošnjačkih prvaka, koji se zalažu za poštovanje načela etničke i vjerske snošljivosti.
Koncept integralnog bošnjaštva, odnosno bošnjačkog integralizma, treba razlikovati od koncepta bosanskog integralizma, kojim se zagovara stvaranje integralne bosanske nacije.

## Vanjske poveznice
- Goran Latinović: Integralno bošnjaštvo ili muslimansko bošnjaštvo
- Ivan Lovrenović (2011): Između integralizma i autonomizma
- Политика (2014): Avdul Kurpejović, Muslimani su nacionalna manjina
- Večernje novosti (2016): Milena Marković, Gorancima preti asimilacija